# Chapter Two: The Weirdo on Maple Street
"Chapter Two: The Weirdo on Maple Street" é o segundo episódio da primeira temporada da série de televisão estadunidense de ficção científica e suspense Stranger Things, lançado em 15 de julho de 2016 através da plataforma de streaming Netflix. O episódio foi escrito, dirigido e produzido por Matt e Ross Duffer, e aborda o primeiro encontro de Mike e seus amigos com Onze, uma garota misteriosa com poderes telecinéticos, enquanto as investigações sobre o desaparecimento de Will estão ficando intensas.

## Enredo
Após encontrarem Onze perdida na floresta no episódio anterior, Mike, Dustin e Lucas a levam para o porão. Lucas não fica feliz com a situação que se encontram e fala que a melhor solução seria chamar a mãe de Mike, porém o mesmo aponta que eles ficarão de castigo se souberem que eles saíram a noite em busca do paradeiro de Will. Mike dá novas roupas para Onze se trocar, enquanto arruma um espaço para ela dormir. Mike tenta se comunicar com ela, que se mantém em em silêncio, mas revela seu nome.
No outro dia, Mike tenta fazer com que Onze saia para fora da casa e depois bata na porta da frente para que sua mãe procurasse ajudar, mas ela rejeita a ideia, pois ela não se sente como se precisasse de ajuda. Onze diz a Mike que "pessoas más" estão procurando por ela, e que dizer a alguém sobre seu paradeiro só vai piorar as coisas.
Enquanto isso, Joyce diz ao xerife Hopper sobre o assustador telefonema que ela recebeu. Hopper está relutante em acreditar em sua história, mas admite que a carbonização no telefone a partir da onda de eletricidade é estranha. Mais tarde, Joyce vai para seu local de trabalho para comprar um novo telefone e exigir duas semanas de pagamento com antecedência de seu chefe. Ele mostra alguma simpatia por Joyce depois que ele percebe que seu filho está desaparecido. De volta à casa de Mike, Onze percebe uma imagem dos quatro amigos em um porta-retrato e aponta para Will. Ela diz reconhecer ele, mas pouco antes de Mike poder fazer mais perguntas, sua mãe chega em casa. Michael corre para esconder Onze em seu armário do quarto, o que deixa ela assustada. Um flashback é mostrado onde Onze está sendo arrastada para uma cela escura no Laboratório Nacional de Hawkins enquanto grita para Brenner, o chamando de "papai". Michael conforta-a, e Onze confia nele o suficiente para fechar a porta. Lucas não acredita na possibilidade de Onze ajudar nas investigações, mas começa a confiar nela quando ela usa suas habilidades telecinéticas para fechar a porta do quarto de Mike.
Os policiais encontram um cano de esgoto no bosque que leva ao Laboratório de Hawkins, e eles acreditam que Will poderia ter entrado através dele e ter sido sequestrado por alguém. Paralelo a isso, Onze aponta que Will está se escondendo de um monstro em outra dimensão, e usa o tabuleiro dos meninos como prova. A peça de brinquedo que ela usa como o "monstro" é chamado de Demogorgon.
Jonathan vai até Indianápolis atrás do paradeiro de Will, onde seu pai Lonnie está morando com Cynthia. Entretanto, a relação dos dois é bastante conturbada e acabam em uma discussão sobre as acusações de Lonnie sobre a "irresponsabilidade" de Joyce com o garoto. Em Hawkins, Joyce recebe outra chamada assustadora, que surge com a eletricidade e queima o telefone novamente. As luzes em sua casa começam a acender uma por uma, levando para o quarto de Will. De repente, o toca-fitas começa a tocar a música "Should I Stay or Should I Go", música favorita de Will e Jonathan, e uma parede começa a se mover e assumir algumas formas estranhas. Joyce corre rapidamente para fora da casa e entra no carro, mas depois se vira e volta para a casa.
Enquanto isso, Nancy e Barb são convidadas por Steve para uma festa em sua casa após uma viagem de seus pais. Barb, que expressa que não gosta dos amigos de Steve, se vê pressionada para acompanhar Nancy. No jardim, Nancy, Barb, Steve, Tommy Hagan (Chester Rushing) e Carol Perkins (Chelsea Talmadge) estão bebendo cerveja e se divertindo na piscina, quando em determinado momento, Barb se corta com uma faca. Jonathan, que havia chegado na cidade, percebe pelos arbustos a festa e começa a tirar várias fotos escondidos. Steve convida Nancy para dormir em seu quarto, mas antes de subirem, Nancy é confrontada por Barb, que se sente excluída, mas é ignorada pela melhor amiga e vai embora. Enquanto Nancy perde sua virgindade com Steve, Barb está sentada à beira da piscina, quando seu sangue cai na água, chamando a atenção do monstro, que a captura, momento que acaba sendo registrado por Jonathan sem ele perceber.